# شوکو (بازیگر)
شوکو (انگلیسی: Shuko؛ زادهٔ ۲۹ سپتامبر ۱۹۹۱) بازیگر، ترانه‌سرا اهل ژاپن است.